# Hudhayfa ibn al-Yaman
Hudhayfa ibn al-Yaman al-Absí (àrab: حذيفة بن اليمان العبسي, Ḥuḏayfa b. al-Yamān al-Absí) fou un company o sahabí del Profeta i el primer cap militar àrab (ostikan) de facto d'Armènia en temps del califa Úmar ibn al-Khattab, durant el temps que va durar la seva incursió al país.
Va servir Abu-Bakr a l'Aràbia i a Úmar a Pèrsia i l'Azerbaidjan. El 642 va marxar a les muntanyes d'Aghuània, cap al Mughan. És considerat el primer governant àrab d'Armènia durant els mesos que va durar la seva incursió (datada vers 640/641) però no va portat el títol de governador (emir), ja que els àrabs després del 640 i fins al 701/702 només van tenir caps militars temporals i pel govern intern des del 653 es van valer de governadors nadius.
Vers el 641 foren ocupats pels àrabs els territoris dels medes armenis, Coltene i Dastakert (Naxçıvan) i les poblacions saquejades; molta gent fou massacrada i altres fets presoners. Els àrabs van creuar l'Araxes al sud de Djugha o Djulfa on una columna va retornar al sud amb els captius i l'altra va seguir al districte anomenat Kogovit a la vora del cantó del Badzudzor i el de Mardutzaitz o estava acampat el governador romà d'Orient Procopi. El príncep armeni Teodor Reixtuní, que des del 638 s'havia apoderat de tota l'Armènia per la caiguda dels sassànides i actuava d'acord amb els romans d'Orient, va aconsellar a Procopi actuar, però el grec, que tenia forces molt superiors en nombre, no el va escoltar. Fins a tres vegades Teodor va insistir amb Procopi. Llavors Teodor va fer una petita incursió a Saraken i es va retirar cap a Garní.
Finalment Procopi va donar l'ordre d'atacar, però en el primer combat va perdre la meitat dels seus homes i la resta va fugir. El camp romà d'Orient fou saquejat l'endemà. No obstant, després d'això, l'exèrcit invasor àrab es van retirar del país.
El 642 els àrabs van tornar sota al-Mughira ibn Xuba; el 643 els àrabs manats per al-Qàssim ibn Rabia ibn Umayya ibn Abi's ath-Thaqafí van entrar altra vegada al Airarat. Poc després Habib ibn Màslama al-Fihrí atacava altre cop Armènia (644-645) on finalment s'establia com una mena de protector del seu aliat local Teodor Reixtuní (653-657) mentre Salman ibn Rabia combatia a la Siunia.
Hudayfa va morir el 656.